# Équipe de Suède masculine de handball
Cet article traite de l'équipe masculine. Pour l'équipe féminine, voir Équipe de Suède féminine de handball.
Maillots
Dernière mise à jour : 10 août 2025.
L'équipe de Suède masculine de handball représente la Fédération suédoise de handball lors des compétitions internationales, notamment aux Jeux olympiques, aux Championnats du monde et d'Europe.
Meilleure équipe mondiale dans les années 1990 avec la Russie, elle remporte entre 1990 et 2002 quatre titres de champion d'Europe, atteint le podium des championnats du monde à six reprises pour deux victoires mais ne parvient pas à être championne olympique, échouant trois fois de suite en finale. La victoire à l'Euro 2002 marque la fin d’une génération dorée menée par Magnus Wislander, Staffan Olsson ou Stefan Lövgren et coachée par Bengt Johansson. Débute alors une grande traversée du désert sans aucun titre pendant 20 ans et la victoire au championnat d'Europe de 2022, la Suède n'ayant entre-temps glané que trois podiums : la médaille d'argent aux Jeux olympiques 2012, au championnat d'Europe de 2018 et au championnat du monde 2021.

## Histoire

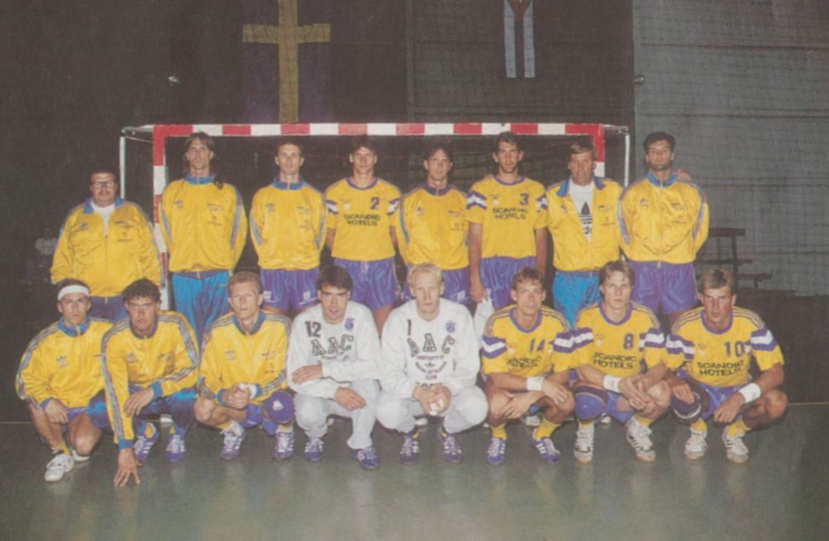
La sélection en 1992.

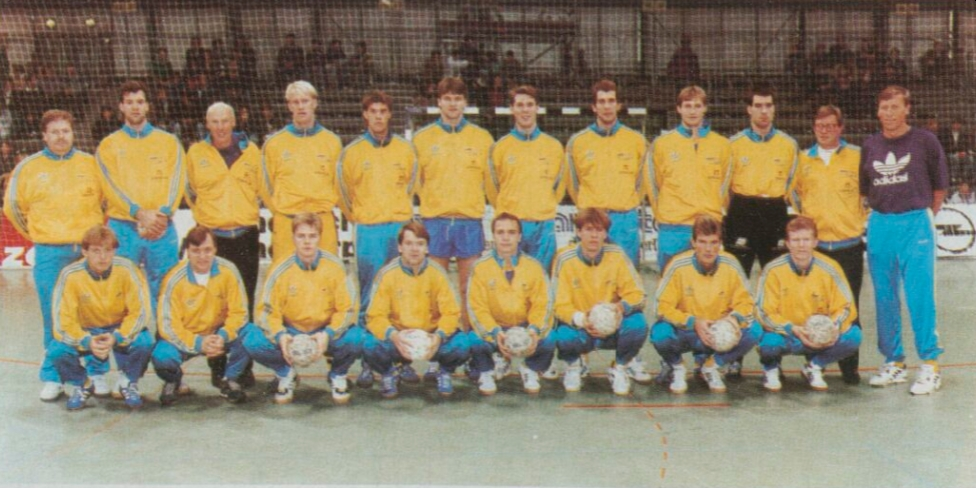
La sélection en 1993.

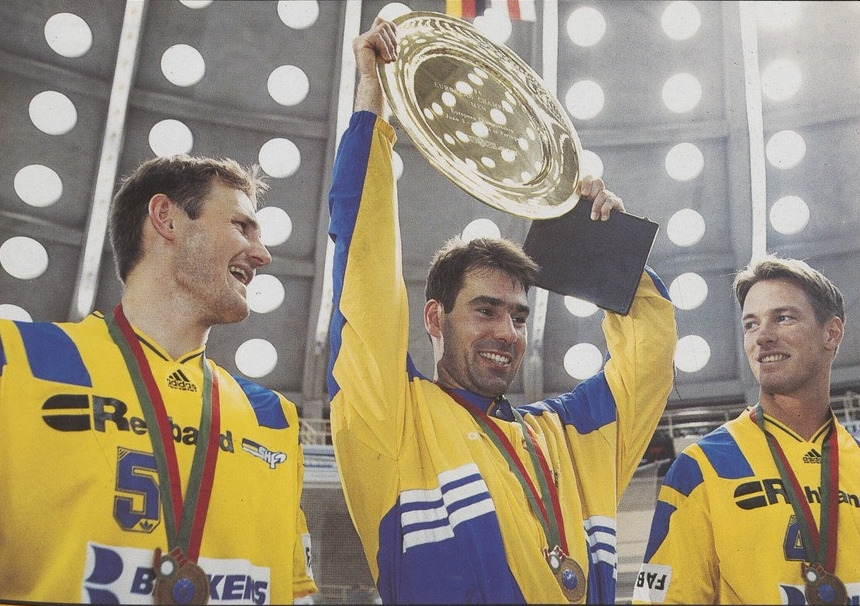
Tomas Svensson avec le trophée de l'Euro 1994.

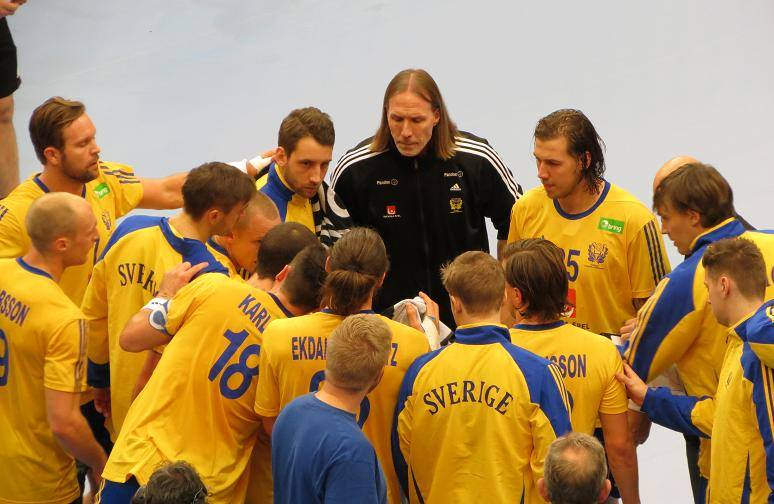
La Suède lors du championnat du monde 2011.

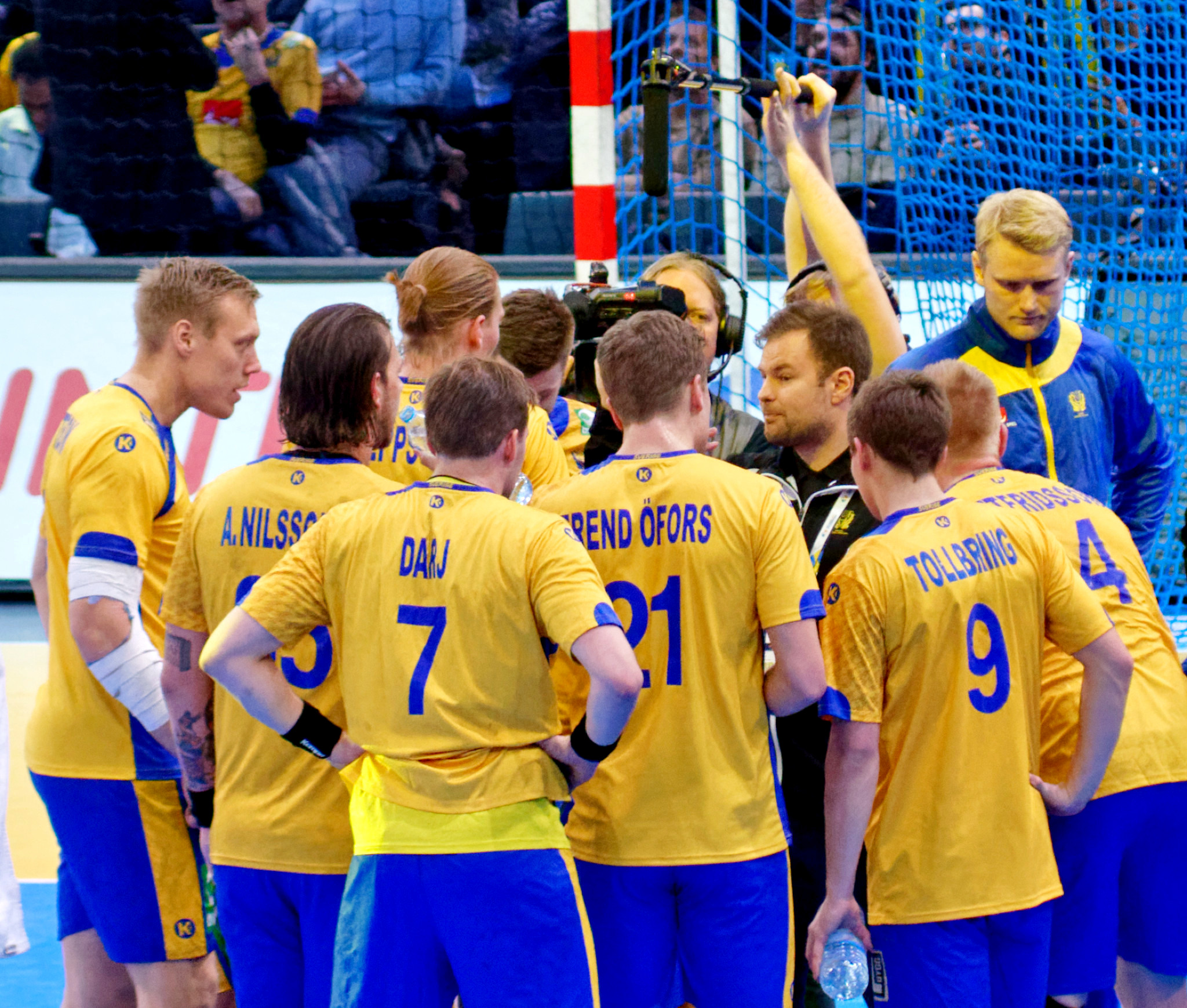
La Suède lors du championnat du monde 2017.

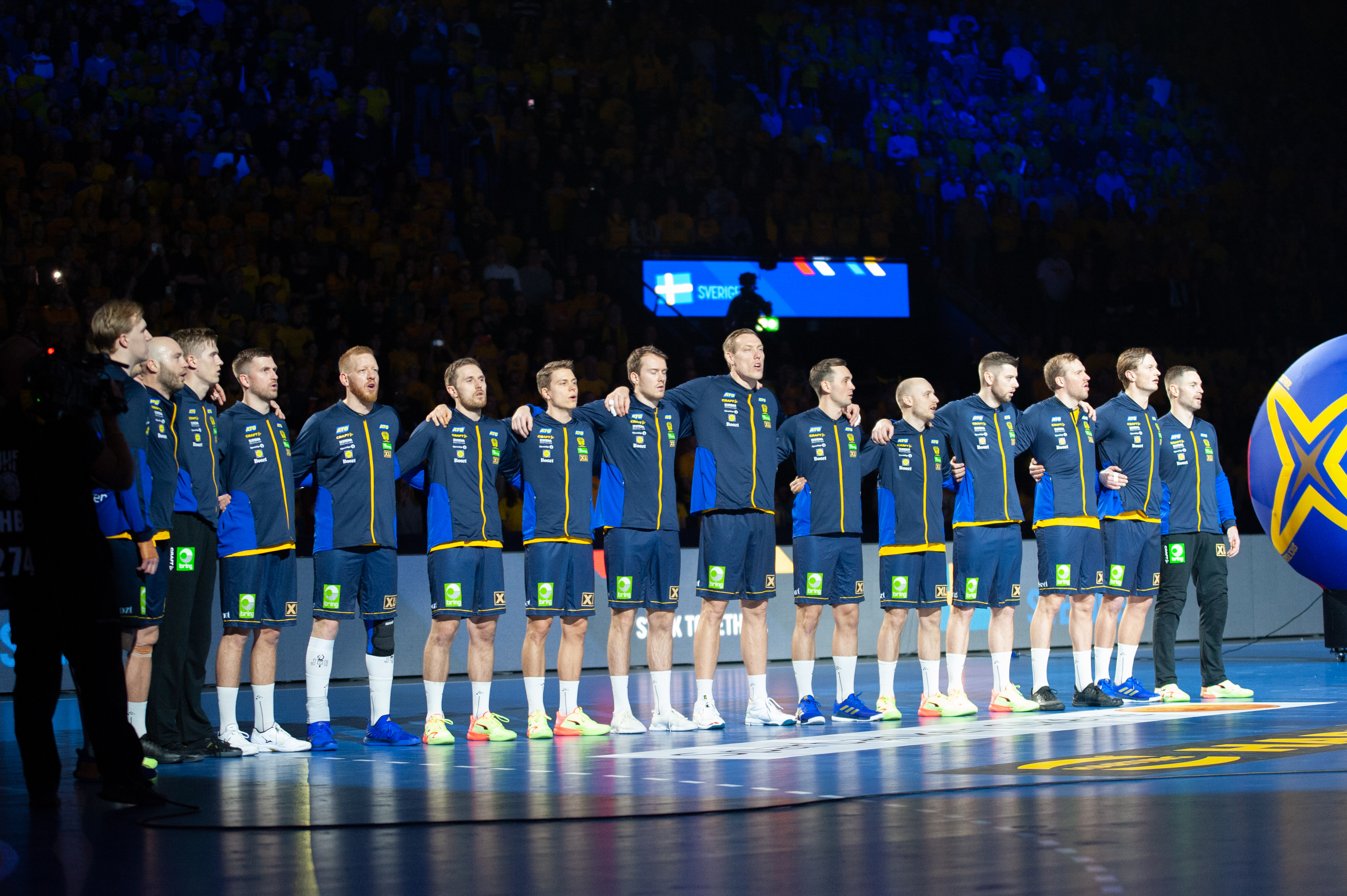
La Suède lors du championnat du monde 2023.

## Palmarès

### Compétitions majeures
Jeux olympiques
- (1992, 1996, 2000, 2012)

Championnats du monde
- (1954, 1958, 1990, 1999)
- (1964, 1997, 2001, 2021)
- (1938, 1961, 1993, 1995)

Championnats d'Europe
- (1994, 1998, 2000, 2002, 2022)
- (2018)
- (2024)

### Autres compétitions
Coupe intercontinentale
- (2000)
- (2002)

Coupe du monde
- (1992, 1996, 2004)
- (2010)

Supercoupe des nations
- (1993, 2005)
- (2007, 2011)

### Parcours détaillé
| Édition | Tour                   | Rang          | J             | V             | N             | D             | BP            | BC            | Diff          |
| ------- | ---------------------- | ------------- | ------------- | ------------- | ------------- | ------------- | ------------- | ------------- | ------------- |
| 1972    | Match pour la 7e place | 7e/16         | 6             | 2             | 2             | 2             | 82            | 87            | -5            |
| 1976    | non qualifiée          | non qualifiée | non qualifiée | non qualifiée | non qualifiée | non qualifiée | non qualifiée | non qualifiée | non qualifiée |
| 1980    | non qualifiée          | non qualifiée | non qualifiée | non qualifiée | non qualifiée | non qualifiée | non qualifiée | non qualifiée | non qualifiée |
| 1984    | Match pour la 5e place | 5e/12         | 6             | 4             | 0             | 2             | 145           | 134           | 11            |
| 1988    | Match pour la 5e place | 5e/12         | 6             | 4             | 0             | 2             | 133           | 109           | 24            |
| 1992    | Finale                 | /12           | 7             | 6             | 0             | 1             | 165           | 130           | 35            |
| 1996    | Finale                 | /12           | 7             | 6             | 0             | 1             | 182           | 141           | 41            |
| 2000    | Finale                 | /12           | 8             | 7             | 0             | 1             | 240           | 197           | 43            |
| 2004    | non qualifiée          | non qualifiée | non qualifiée | non qualifiée | non qualifiée | non qualifiée | non qualifiée | non qualifiée | non qualifiée |
| 2008    | non qualifiée          | non qualifiée | non qualifiée | non qualifiée | non qualifiée | non qualifiée | non qualifiée | non qualifiée | non qualifiée |
| 2012    | Finale                 | /12           | 8             | 5             | 0             | 3             | 228           | 186           | 42            |
| 2016    | Phase de poule         | 11e/12        | 5             | 1             | 0             | 4             | 132           | 131           | 1             |
| 2020    | Quarts de finale       | 5e/12         | 6             | 4             | 0             | 2             | 177           | 176           | 1             |
| 2024    | Quarts de finale       | 7e/12         | 6             | 3             | 0             | 3             | 189           | 171           | 18            |
| Total   | 10 / 14                | 0 titre       | 65            | 42            | 2             | 21            | 1673          | 1462          | 211           |

| Édition | Tour                   | Rang          | J             | V             | N             | D             | BP            | BC            | Diff          |
| ------- | ---------------------- | ------------- | ------------- | ------------- | ------------- | ------------- | ------------- | ------------- | ------------- |
| 1994    | Finale                 | /12           | 7             | 7             | 0             | 0             | 172           | 133           | 39            |
| 1996    | Match pour la 3e place | 4e/12         | 7             | 4             | 0             | 3             | 170           | 156           | 14            |
| 1998    | Finale                 | /12           | 7             | 6             | 0             | 1             | 182           | 158           | 24            |
| 2000    | Finale                 | /16           | 7             | 7             | 0             | 0             | 198           | 167           | 31            |
| 2002    | Finale                 | /16           | 8             | 7             | 0             | 1             | 235           | 191           | 44            |
| 2004    | Match pour la 7e place | 7e/16         | 7             | 4             | 0             | 3             | 211           | 203           | 8             |
| 2006    | Non qualifiée          | Non qualifiée | Non qualifiée | Non qualifiée | Non qualifiée | Non qualifiée | Non qualifiée | Non qualifiée | Non qualifiée |
| 2008    | Match pour la 5e place | 5e/16         | 7             | 4             | 1             | 2             | 208           | 190           | 18            |
| 2010    | Tour préliminaire      | 15e/16        | 3             | 0             | 0             | 3             | 78            | 84            | -6            |
| 2012    | Tour principal         | 12e/16        | 6             | 1             | 2             | 3             | 157           | 168           | -11           |
| 2014    | Tour principal         | 7e/16         | 6             | 4             | 0             | 2             | 166           | 158           | 8             |
| 2016    | Match pour la 7e place | 8e/16         | 7             | 2             | 2             | 3             | 173           | 168           | 5             |
| 2018    | Finale                 | /16           | 8             | 4             | 0             | 4             | 218           | 216           | 2             |
| / 2020  | Tour principal         | 7e/24         | 7             | 4             | 0             | 3             | 182           | 169           | 13            |
| / 2022  | Finale                 | /24           | 9             | 7             | 1             | 1             | 252           | 221           | 31            |
| 2024    | Match pour la 3e place | /24           | 9             | 6             | 0             | 3             | 282           | 255           | 27            |
| / 2026  | Qualifiée              | Qualifiée     | Qualifiée     | Qualifiée     | Qualifiée     | Qualifiée     | Qualifiée     | Qualifiée     | Qualifiée     |
| Total   | 15 (+1) / 17           | 5 titres      | 105           | 67            | 6             | 32            | 2884          | 2637          | 247           |

| Édition | Tour                    | Rang          | J             | V             | N             | D             | BP            | BC            | Diff          |
| ------- | ----------------------- | ------------- | ------------- | ------------- | ------------- | ------------- | ------------- | ------------- | ------------- |
| 1938    | Poule unique            | /4            | 3             | 1             | 0             | 2             | 8             | 13            | -5            |
| 1954    | Finale                  | /6            | 3             | 3             | 0             | 0             | 56            | 36            | 20            |
| 1958    | Finale                  | /16           | 6             | 6             | 0             | 0             | 138           | 74            | 64            |
| 1961    | Match pour la 3e place  | /12           | 6             | 5             | 0             | 1             | 89            | 73            | 16            |
| 1964    | Finale                  | /16           | 6             | 3             | 0             | 3             | 104           | 90            | 14            |
| 1967    | Match pour la 5e place  | 5e/16         | 6             | 4             | 0             | 2             | 118           | 112           | 6             |
| 1970    | Match pour la 5e place  | 6e/16         | 6             | 3             | 0             | 3             | 69            | 68            | 1             |
| 1974    | Match pour la 9e place  | 10e/16        | 6             | 3             | 0             | 3             | 111           | 113           | -2            |
| 1978    | Match pour la 7e place  | 8e/16         | 6             | 2             | 0             | 4             | 121           | 125           | -4            |
| 1982    | Match pour la 11e place | 11e/16        | 7             | 2             | 1             | 4             | 159           | 157           | 2             |
| 1986    | Match pour la 3e place  | 4e/16         | 7             | 5             | 0             | 2             | 174           | 153           | 21            |
| 1990    | Finale                  | /16           | 7             | 6             | 0             | 1             | 177           | 143           | 34            |
| 1993    | Match pour la 3e place  | /16           | 7             | 6             | 0             | 1             | 166           | 136           | 30            |
| 1995    | Match pour la 3e place  | /24           | 9             | 8             | 0             | 1             | 251           | 201           | 50            |
| 1997    | Finale                  | /24           | 9             | 7             | 0             | 2             | 253           | 187           | 66            |
| 1999    | Finale                  | /24           | 9             | 8             | 1             | 0             | 282           | 202           | 80            |
| 2001    | Finale                  | /24           | 9             | 8             | 0             | 1             | 263           | 207           | 56            |
| 2003    | Tour principal          | 13e/24        | 7             | 5             | 0             | 2             | 204           | 191           | 13            |
| 2005    | Match pour la 11e place | 11e/24        | 9             | 4             | 1             | 4             | 275           | 234           | 41            |
| 2007    | Non qualifiée           | Non qualifiée | Non qualifiée | Non qualifiée | Non qualifiée | Non qualifiée | Non qualifiée | Non qualifiée | Non qualifiée |
| 2009    | Match pour la 7e place  | 7e/24         | 9             | 6             | 0             | 3             | 277           | 232           | 45            |
| 2011    | Match pour la 3e place  | 4e/24         | 10            | 6             | 0             | 4             | 272           | 241           | 31            |
| 2013    | Non qualifiée           | Non qualifiée | Non qualifiée | Non qualifiée | Non qualifiée | Non qualifiée | Non qualifiée | Non qualifiée | Non qualifiée |
| 2015    | Match pour la 9e place  | 10e/24        | 6             | 3             | 1             | 2             | 157           | 133           | 24            |
| 2017    | Match pour la 5e place  | 6e/24         | 7             | 5             | 0             | 2             | 233           | 166           | 67            |
| / 2019  | Match pour la 5e place  | 5e/24         | 9             | 7             | 0             | 2             | 273           | 222           | 51            |
| 2021    | Finale                  | /32           | 9             | 6             | 2             | 1             | 276           | 218           | 58            |
| / 2023  | Match pour la 3e place  | 4e/32         | 9             | 7             | 0             | 2             | 299           | 237           | 62            |
| / 2025  | Qualifiée               | Qualifiée     | Qualifiée     | Qualifiée     | Qualifiée     | Qualifiée     | Qualifiée     | Qualifiée     | Qualifiée     |
| Total   | 26 (+1) / 29            | 4 titres      | 187           | 129           | 6             | 52            | 4805          | 3964          | 841           |

## Effectif actuel
L'effectif de l'équipe Jeux olympiques de 2024 est :

## Personnalités liés à la sélection

### Sélectionneurs

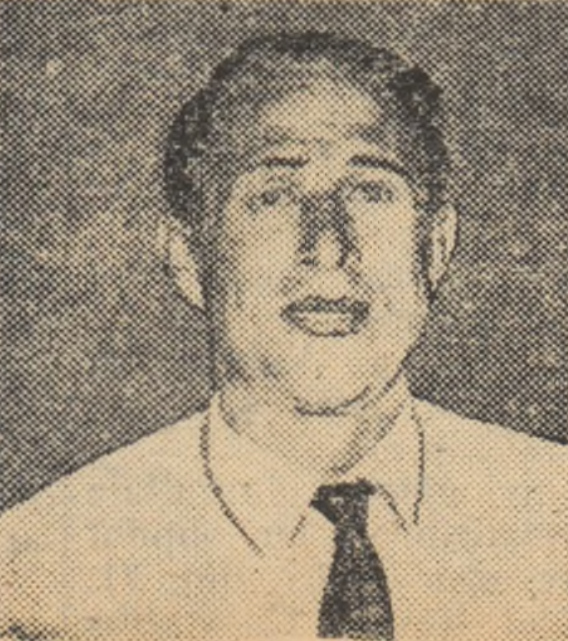
Curt Wadmark en 1962.

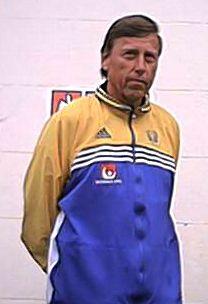
Bengt Johansson en 2002.

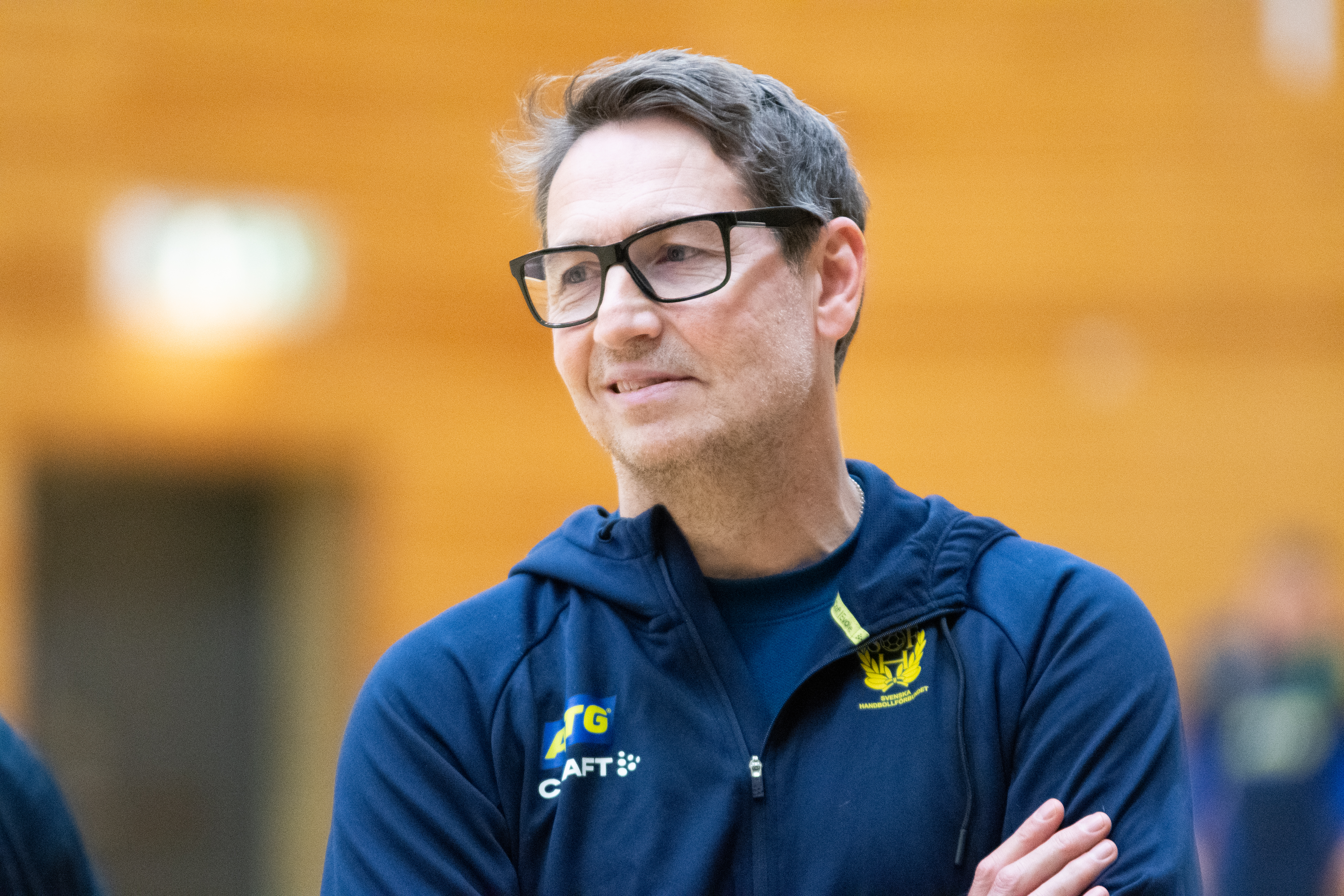
Glenn Solberg en 2023.

Trois sélectionneurs ont eu des résultats notables :
- Curt Wadmark (en), sélectionneur de 1949 à 1967, est notamment double champion du monde en 1954 et 1958
- Bengt Johansson, sélectionneur de 1988 à 2004, est quadruple champion d'Europe (1994, 1998, 2000, 2002), double champion du monde (1990, 1999) et triple vice-champion olympique (1992, 1996, 2000).
- Glenn Solberg, sélectionneur norvégien de 2020 à 2024, est Champion d'Europe en 2022, vice-champion du monde en 2021 et médaillé de bronze au Championnat d'Europe 2024.

La liste des sélectionneurs est :
- Herbert Johansson : de 1938 à 1949
- Curt Wadmark (en) : de 1949 à 1967
- Roland Mattsson : de 1967 à 1974
- Bertil Andersén (sv) : de 1974 à 1979
- Ingemar Eriksson : de 1979 à 1980
- Caj-Åke Andersson : de 1980 à 1982
- Roger Carlsson : de 1982 à 1988
- Bengt Johansson : de 1988 à 2004
- Ingemar Linnéll : de 2004 à 2008
- Ola Lindgren et Staffan Olsson : de 2008 à 2016
- Kristján Andrésson (en) : de 2016 à 2020
- Glenn Solberg  : de 2020 à 2024
- Michael Apelgren (en) : depuis 2024

### Joueurs célèbres
- (sv) « Mästerskap » [« Parcours et effectifs aux Jeux olympiques et aux championnats du monde et d'Europe »], sur Site officiel de la fédération suédoise de handball (consulté le 4 janvier 2024)

Parmi les effectifs médaillés, on trouve :

### Statistiques des joueurs

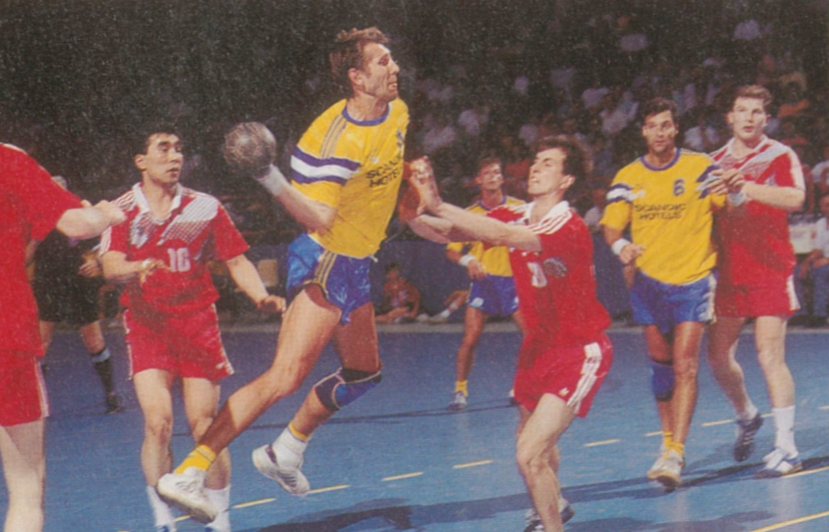
Magnus Wislander, ici en 1992, est le recordman de sélections et de buts.

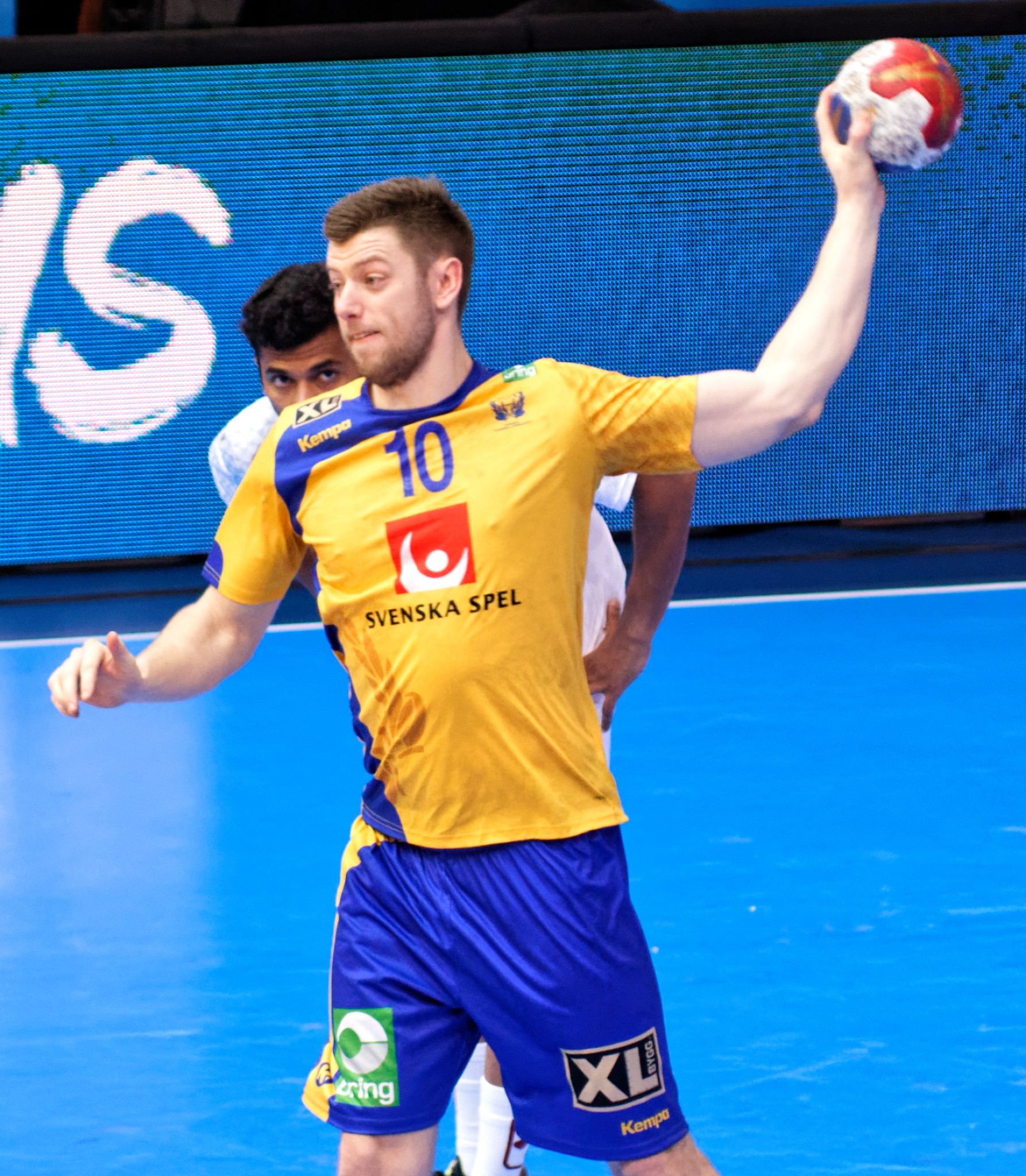
Niclas Ekberg, ici en 2017, est un cadre des années 2010 et 2020.

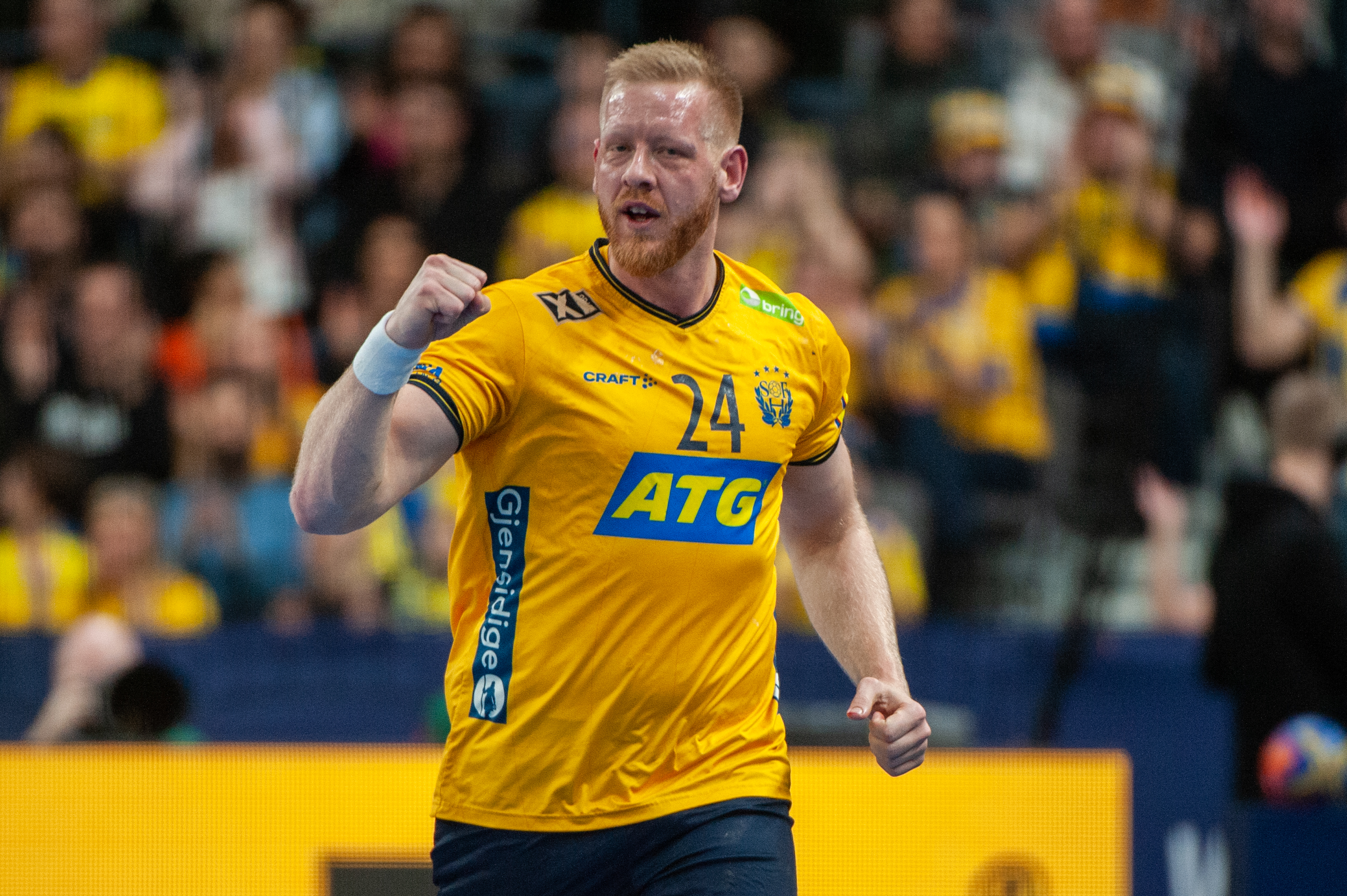
Jim Gottfridsson, ici en 2023, est l'un des artisans du retour au premier plan de la Suède dans les années 2020.

| Joueur                | Sél. | Buts | Période     |
| --------------------- | ---- | ---- | ----------- |
| Magnus Wislander      | 386  | 1191 | 1985-2004   |
| Ola Lindgren          | 375  | 477  | 1986-2003   |
| Staffan Olsson        | 358  | 921  | 1986-2004   |
| Tomas Svensson        | 330  | 0    | 1988-2008   |
| Per Carlén            | 327  | 1026 | 1982-1996   |
| Magnus Andersson      | 310  | 919  | 1988-2003   |
| Mats Olsson           | 292  | 2    | 1979-1997   |
| Erik Hajas            | 281  | 993  | 1984-1997   |
| Stefan Lövgren        | 269  | 1161 | 1993-2006   |
| Johan Petersson       | 250  | 815  | 1993-2008   |
| Kim Andersson         | 240  | 824  | 2000-2019   |
| Pierre Thorsson       | 237  | 558  | 1988-2000   |
| Peter Gentzel         | 226  | 0    | 1992-2008   |
| Jonas Källman         | 223  | 646  | 1997-2017   |
| Martin Boquist        | 219  | 496  | 1996-2008   |
| Claes Hellgren (en)   | 211  | 2    | 1976-1988   |
| Niclas Ekberg         | 210  | 841  | 2007-2023   |
| Jonas Larholm         | 210  | 637  | 2001-2014   |
| Thomas Sivertsson     | 210  | 460  | 1992-2002   |
| Sten Sjögren (en)     | 200  | 506  | 1978-1991   |
| Robert Arrhenius (en) | 194  | 379  | 1998-2011   |
| Robert Hedin          | 194  | 333  | 1988-1998   |
| Björn Jilsén          | 189  | 955  | 1982-1991   |
| Tobias Karlsson       | 180  | 81   | 2006-2016   |
| Ljubomir Vranjes      | 165  | 451  | 1996-2007   |
| Martin Frändesjö      | 165  | 456  | 1994-2004   |
| Andreas Palicka       | 164  | 18   | depuis 2007 |
| Jim Gottfridsson      | 160  | 506  | depuis 2012 |
| Fredrik Petersen      | 155  | 426  | 2003-2016   |
| Andreas Nilsson       | 154  | 350  | depuis 2010 |
| Mattias Andersson     | 150  | 0    | 1998-2016   |

| Joueur                | Buts | Sél. | Moy. | Période     |
| --------------------- | ---- | ---- | ---- | ----------- |
| Magnus Wislander      | 1191 | 386  | 3,09 | 1985-2004   |
| Stefan Lövgren        | 1161 | 269  | 4,32 | 1993-2006   |
| Per Carlén            | 1026 | 327  | 3,14 | 1982-1996   |
| Erik Hajas            | 993  | 281  | 3,53 | 1984-1997   |
| Björn Jilsén          | 955  | 189  | 5,05 | 1982-1991   |
| Staffan Olsson        | 921  | 358  | 2,57 | 1986-2004   |
| Magnus Andersson      | 919  | 310  | 2,96 | 1988-2003   |
| Niclas Ekberg         | 841  | 210  | 4,00 | 2007-2023   |
| Kim Andersson         | 824  | 240  | 3,43 | 2000-2019   |
| Johan Petersson       | 815  | 250  | 3,26 | 1993-2008   |
| Jonas Källman         | 646  | 223  | 2,90 | 1997-2017   |
| Jonas Larholm         | 637  | 210  | 3,03 | 2001-2014   |
| Pierre Thorsson       | 558  | 237  | 2,35 | 1988-2000   |
| Jim Gottfridsson      | 506  | 160  | 3,16 | depuis 2012 |
| Sten Sjögren (en)     | 506  | 200  | 2,53 | 1978-1991   |
| Martin Boquist        | 496  | 219  | 2,26 | 1996-2008   |
| Ola Lindgren          | 477  | 375  | 1,27 | 1986-2003   |
| Thomas Sivertsson     | 460  | 210  | 2,19 | 1992-2002   |
| Björn Andersson       | 460  | 114  | 4,04 | 1969-1978   |
| Martin Frändesjö      | 456  | 165  | 2,76 | 1994-2004   |
| Ljubomir Vranjes      | 451  | 165  | 2,73 | 1996-2007   |
| Dalibor Doder         | 429  | 146  | 2,94 | 1998-2012   |
| Fredrik Petersen      | 426  | 155  | 2,75 | 2003-2016   |
| Hampus Wanne          | 418  | 102  | 4,10 | depuis 2017 |
| Lennart Eriksson (en) | 402  | 111  | 3,62 | 1965-1973   |
| Robert Arrhenius (en) | 379  | 194  | 1,95 | 1998-2011   |
| Marcus Ahlm           | 368  | 115  | 3,20 | 2001-2008   |
| Andreas Nilsson       | 350  | 154  | 2,27 | depuis 2010 |
| Albin Lagergren       | 344  | 116  | 2,97 | depuis 2016 |
| Robert Hedin          | 333  | 194  | 1,72 | 1988-1998   |
| Claes Ribendahl (en)  | 328  | 104  | 3,15 | 1976-1983   |
| Kjell Jönsson (en)    | 326  | 106  | 3,08 | 1953-1965   |
| Mattias Zachrisson    | 305  | 128  | 2,38 | 2007-2019   |
| Andreas Larsson       | 300  | 126  | 2,38 | 1993-2003   |

## Confrontations contre la France
| Rencontres | Victoires | Nuls | Défaites | Buts pour | Buts contre | Différence |
| ---------- | --------- | ---- | -------- | --------- | ----------- | ---------- |
| 58         | 21        | 4    | 33       | 1364      | 1419        | -55        |